# Kuna insularis
Kuna insularis is een pissebed uit de familie Cymothoidae. De wetenschappelijke naam van de soort is voor het eerst geldig gepubliceerd in 1985 door Williams & Williams.